# لازار سفيتكوفيتش
لازار سفيتكوفيتش هو لاعب كرة قدم صربي في مركز الوسط، ولد في 13 أكتوبر 1995 في ياغودينا في صربيا. لعب مع نادي ياغودينا.

## وصلات خارجية
- لازار سفيتكوفيتش على موقع Soccerway.com (الإنجليزية)